# Richlands (Virginia)
Richlands es un pueblo situado en el condado de Tazewell, Virginia  (Estados Unidos). Según el censo de 2010 tenía una población de 5.823 habitantes.

## Demografía
Según el censo del 2000, Richlands tenía 4.144 habitantes, 1.882 viviendas, y 1.223 familias. La densidad de población era de 603,8 habitantes por km².
De las 1.882 viviendas en un 25,2% vivían niños de menos de 18 años, en un 48,7% vivían parejas casadas, en un 12,8% mujeres solteras, y en un 35% no eran unidades familiares. En el 32,1% de las viviendas vivían personas solas el 15,6% de las cuales correspondía a personas de 65 años o más que vivían solas. El número medio de personas viviendo en cada vivienda era de 2,2 y el número medio de personas que vivían en cada familia era de 2,76.
Por edades la población se repartía de la siguiente manera: un 20,1% tenía menos de 18 años, un 8,3% entre 18 y 24, un 27,7% entre 25 y 44, un 25,4% de 45 a 60 y un 18,5% 65 años o más.
La edad media era de 41 años. Por cada 100 mujeres de 18 o más años había 79 hombres.
La renta media por vivienda era de 23.712$ y la renta media por familia de 30.257$. Los hombres tenían una renta media de 30.682$ mientras que las mujeres 18.670$. La renta per cápita de la población era de 15.548$. En torno al 13,6% de las familias y el 17,8% de la población estaban por debajo del umbral de pobreza.

## Localidades adyacentes
El siguiente diagrama muestra a las localidades más próximas a Richlands.